# 韋恩斯家族
韋恩斯家族（英語：Wayans family，/ˈweɪənz/）是一個美國演藝界家族。家庭成員包括尚泰·韋恩斯、戴蒙·韋恩斯、金·韋恩斯、馬龍·韋恩斯、小戴蒙·韋恩斯、基伦·埃弗瑞·韦恩斯和西恩·韋恩斯。韋恩斯家族成員創作的一些作品包括恐怖電影系列電影、《韋恩斯兄弟》、《活色生香 (1990年電視劇)》、《小姐好白》、《我的妻子和孩子》和《小孩好黑》。

## 家庭成員
豪厄爾·斯托頓·韋恩斯(1936年-2023年) 是一名超市經理，他的妻子埃爾維拉·阿萊西亞（原姓 Green，1938年-2020年）是一名家庭主婦和社會工作者，當他們生第一胎的時候，他們住在紐約市的雀兒喜。豪厄爾是一位虔誠的耶和華見證人。他們有十個孩子，包括：
- 德韋恩·韋恩斯（英语：Dwayne Wayans） （生於1956）
- 基伦·埃弗瑞·韦恩斯（生於1958）
- 迪德瑞·韋恩斯（英語：Diedre Wayans） （生於1959）
- 戴蒙·韋恩斯 （生於1960-）
- 金·韋恩斯（生於1961-）
- 埃爾維拉·韋恩斯（英語：Elvira Wayans）（生於1964）
- 納迪亞·韋恩斯（英語：Nadia Wayans）（生於1965）
- 德文·韋恩斯（英語：Devonne Wayans）（生於1966）
- 西恩·韋恩 （生於1971）
- 馬龍·韋恩斯 （生於1972）